# Wereldkampioenschap voetbal 1982 (Groep A) Kameroen - Polen
Het duel tussen Kameroen en Polen was voor beide landen de tweede groepswedstrijd bij het WK voetbal 1982 in Spanje. De wedstrijd in Groep A werd gespeeld op zaterdag 19 juni 1982 (aanvangstijdstip 17:15 uur lokale tijd) in het Estadio Riazor in La Coruña.
Het was de eerste ontmoeting ooit tussen beide landen, die beide in hun eerste wedstrijd niet verder waren gekomen dan een 0-0 gelijkspel. Het duel, bijgewoond door 19.000 toeschouwers, stond onder leiding van scheidsrechter Alexis Ponnet uit België. Hij werd geassisteerd door grensrechters Mario Rubio Vázquez (Mexico) en Walter Eschweiler (West-Duitsland).

## Wedstrijdgegevens
| Kameroen | 0 – 0        | Polen |
| | goals        | |
| Jean Vincent | bondscoach   | Antoni Piechniczek |
| |              | |
| Thomas N'Kono Michel Kaham Emmanuel Kundé Elie Onana René N'Djeya Ephrem M'Bom Théophile Abega Grégoire M'Bida Ibrahim Aoudou Jacques N'Guea 46' Roger Milla | opstellingen | Józef Młynarczyk Paweł Janas Jan Jałocha Władysław Żmuda Stefan Majewski Andrzej Buncol 27' Andrzej Iwan 67' Andrzej Pałasz Grzegorz Lato Włodzimierz Smolarek Zbigniew Boniek |
| Jean-Pierre Tokoto 46' | wissels      | 27' Andrzej Szarmach 67' Marek Kusto |
| |              | |
| Ibrahim Aoudou 40' Roger Milla 80' | gele kaarten | 34' Andrzej Pałasz |
| | rode kaarten | |

## Overzicht van wedstrijden
| Eerste ronde | | |
| Groep A | Groep B | Groep C |
| Italië – Polen Kameroen – Peru Italië – Peru Kameroen – Polen Polen – Peru Italië – Kameroen                                                       | West-Duitsland – Algerije Chili – Oostenrijk West-Duitsland – Chili Oostenrijk – Algerije Algerije – Chili West-Duitsland – Oostenrijk    | Argentinië – België Hongarije – El Salvador Argentinië – Hongarije België – El Salvador België – Hongarije Argentinië – El Salvador                |
| Groep D | Groep E | Groep F |
| Engeland – Frankrijk Tsjecho-Slowakije – Koeweit Engeland – Tsjecho-Slowakije Frankrijk – Koeweit Frankrijk – Tsjecho-Slowakije Engeland – Koeweit | Spanje – Honduras Joegoslavië – Noord-Ierland Spanje – Joegoslavië Honduras – Noord-Ierland Honduras – Joegoslavië Spanje – Noord-Ierland | Brazilië – Sovjet-Unie Schotland – Nieuw-Zeeland Brazilië – Schotland Sovjet-Unie – Nieuw-Zeeland Sovjet-Unie – Schotland Brazilië – Nieuw-Zeeland |

| Tweede ronde                                            |                                                                     |                                                             |                                                                             |
| Groep 1                                                 | Groep 2                                                             | Groep 3                                                     | Groep 4                                                                     |
| België – Polen België – Sovjet-Unie Polen – Sovjet-Unie | Engeland – West-Duitsland West-Duitsland – Spanje Engeland – Spanje | Italië – Argentinië Brazilië – Argentinië Italië – Brazilië | Frankrijk – Oostenrijk Oostenrijk – Noord-Ierland Noord-Ierland – Frankrijk |
| Halve finales                                           |                                                                     |                                                             |                                                                             |
| Polen – Italië                                          | Polen – Italië                                                      | West-Duitsland – Frankrijk                                  | West-Duitsland – Frankrijk                                                  |
| Troostfinale                                            |                                                                     |                                                             |                                                                             |
| Frankrijk – Polen                                       |                                                                     |                                                             |                                                                             |
| Finale                                                  |                                                                     |                                                             |                                                                             |
| Italië – West-Duitsland                                 |                                                                     |                                                             |                                                                             |